# Partit Democràtic Cristià de l'Iraq
Partit Democràtic Cristià de l'Iraq és una organització política assíria de l'Iraq liderada per Minas Ibrahim al-Yusifi. A nivell nacional és conegut com a Partit Democràtic Cristià de l'Iraq; la secció del Kurdistan va concórrer a les eleccions del Kurdistan del Sud de 1992 sota el nom de Cristians Democràtics però amb el 5% dels vots no va obtenir representació. Va ser considerat un partit proper a la Unió Patriòtica del Kurdistan.
El president del partit, Minas Ibrahim, fou segrestat el 28 de gener del 2005 a Mossul per unes suposades Brigades de la Venjança, però fou alliberat al cap d'un mes sense rescat. El partit fou un dels 42 autoritzats a les eleccions del desembre del 2005.